# Pienijärvi (sjö i Heinävesi, Södra Savolax)
Pienijärvi är en sjö i kommunen Heinävesi i landskapet Södra Savolax i Finland. Sjön ligger 112,8 meter över havet. Arean är 53 hektar och strandlinjen är 5,72 kilometer lång. Sjön  ingår i Vuoksens huvudavrinningsområde.   Den ligger omkring 94 kilometer nordöst om S:t Michel och omkring 300 kilometer nordöst om Helsingfors. 